# Hoàng Phố, Quảng Châu
Hoàng Phố (tiếng Trung: 黄埔区, Hán Việt: Hoàng Phố khu) là một quận nội ô của thành phố Quảng Châu, tỉnh Quảng Đông, Cộng hòa Nhân dân Trung Hoa. Cảng Hoàng Phố là cảng lớn nhất của khu vực Hoa Nam của Trung Quốc. Chính quyền quận này đóng ở đường Sa Địa Đông. Hơn một ngàn năm trước, Hoàng Phố là bến thương mại nổi tiếng thế giới.

## Các đơn vị hành chính
Bạch Vân có 9 nhai đạo: Hoàng Phố (黄埔), Hồng Sơn (红山), Ngư Châu (鱼珠), Đại Sa (大沙), Văn Xung (文冲), Nam Cương (南岗), Lệ Liên (荔联), Tuệ Đông (穗东), Trường Châu (长洲).